# Enrique de Gante
Enrique de Gante (1217-29 de junio de 1293), en latín Henricus Gandavensis o Henricus de Gandavo, fue un filósofo y teólogo de la escolástica medieval, conocido años después por el nombre de Doctor Solemnis.
Ingresó en la vida religiosa, y participó activamente en la polémica sobre la obligación de la confesión (sobre si los miembros de órdenes debían confesar al obispo lo ya confesado ante un miembro de su orden). Fue un seguidor del platonismo, y creía en la doctrina de la iluminación como vía principal de conocimiento divino, y en la existencia de los universales respecto al problema de los universales. También afirmaba que el cuerpo formaba parte del alma, con un dualismo muy propio de esa época.

## Obras
- Quodlibeta Theologica (París, 1518; Venecia, 1608 y 1613)
- Summa theologiae (París, 1520; Ferrara, 1646)

Incorrectamente asignadas a Enrique de Gante:
- De scriptoribus ecclesiasticis (Colonia, 1580)